# Кваст, Ольга Александровна
Ольга Александровна Кваст (род. 27 апреля 1963) — советская казахстанская легкоатлетка, специалистка по бегу на короткие дистанции. Выступала на всесоюзном уровне в середине 1980-х — начале 1990-х годов, обладательница серебряной и бронзовой медалей Спартакиад народов СССР, серебряная и бронзовая призёрка чемпионатов СССР. Представляла Караганду и Алма-Ату, спортивное общество «Трудовые резервы» и Вооружённые силы.

## Биография
Ольга Кваст родилась 27 апреля 1963 года. Занималась лёгкой атлетикой в Караганде и Алма-Ате, выступала за Казахскую ССР, добровольное спортивное общество «Трудовые резервы» и Советскую Армию.
Впервые заявила о себе в сезоне 1983 года, когда на соревнованиях в Алма-Ате побежала 100 метров за 11,5 и с этим результатом попала в число лучших легкоатлеток СССР.
В 1986 году на чемпионате СССР в Киеве вместе с партнёршами по казахской команде выиграла бронзовую медаль в зачёте эстафеты 4 × 100 метров. Позднее в той же дисциплине завоевала серебряную награду на IX летней Спартакиаде народов СССР в Ташкенте, где уступила только команде Украинской ССР.
В сентябре 1987 года победила на всесоюзных соревнованиях в Баку, установив при этом свой личный рекорд в беге на 100 метров — 11,36.
В 1991 году на чемпионате страны в рамках X летней Спартакиады народов СССР в Киеве взяла бронзу в программе эстафеты 4 × 100 метров.